# Pocałunek francuski

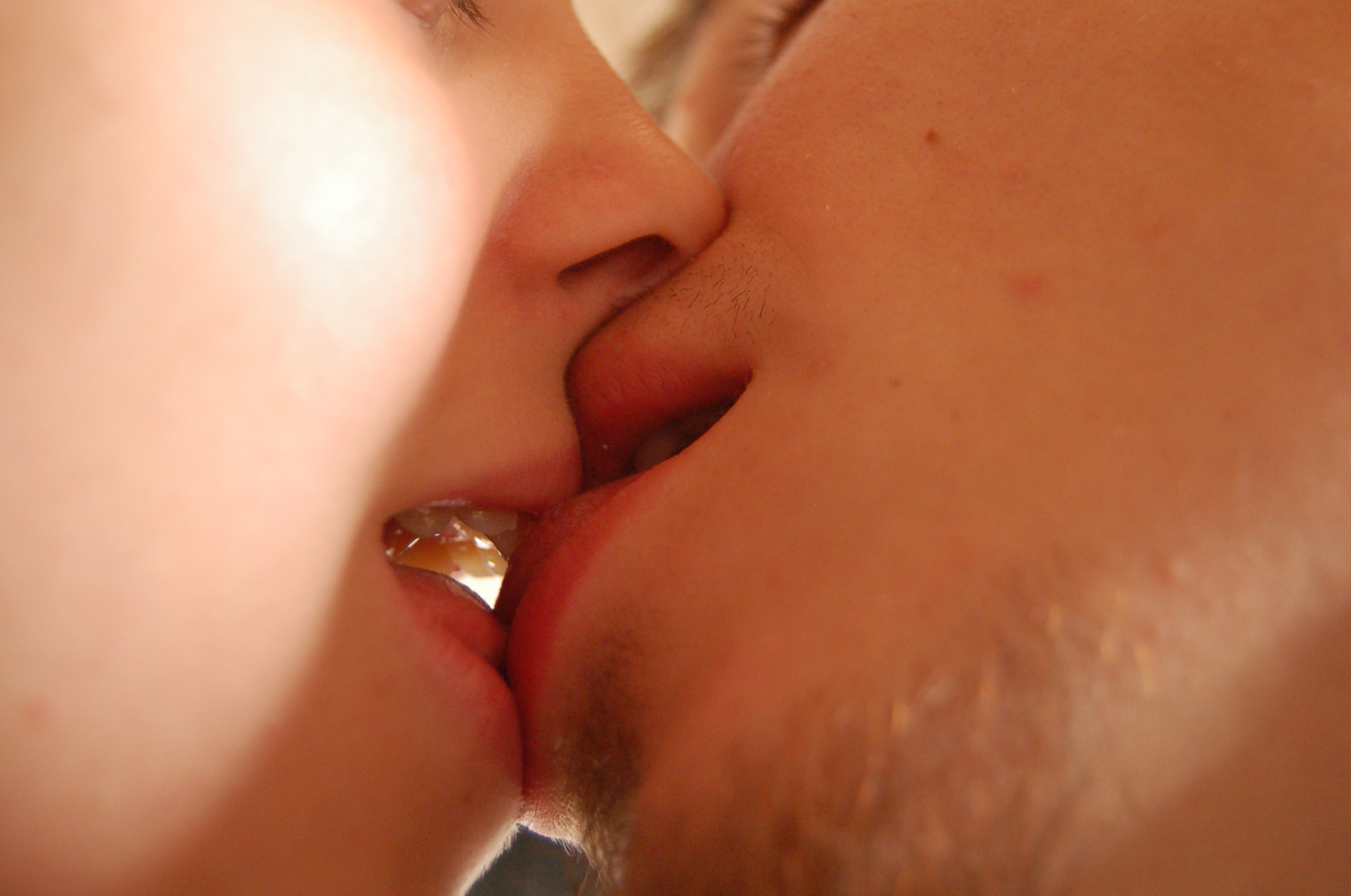
Przykład francuskiego pocałunku

Pocałunek francuski, „pocałunek z języczkiem” – namiętna i erotyczna odmiana pocałunku, w czasie wykonywania którego języki obojga partnerów dotykają się nawzajem i wchodzą w kontakt z wewnętrzną częścią ust partnera. W odróżnieniu od zwyczajnego pocałunku, który często nie ma żadnych konotacji seksualnych, pocałunek francuski z reguły jest wykonywany tylko przez osoby blisko i zazwyczaj romantycznie ze sobą związane, często stanowi element gry wstępnej przed stosunkiem płciowym oraz może być wykonywany w trakcie samego stosunku.
Pocałunki francuskie są zachowaniem spotykanym także wśród zwierząt, zaobserwowano je np. wśród szympansów karłowatych.

## Aspekt zdrowotny
Przy tego typu pocałunku następuje wymiana śliny pomiędzy ustami partnerów. Szwedzcy uczeni zajmujący się higieną jamy ustnej obliczyli, że podczas jednego pocałunku francuskiego dochodzi wraz ze śliną do wymiany:
- 40 000 drobnoustrojów
- 250 gatunków różnych bakterii
- 0,7 grama białka
- 0,45 grama tłuszczu
- 0,19 grama innych związków organicznych[2].

Poprzez pocałunek francuski nie można zarazić się wirusem HIV wywołującym AIDS, z wyłączeniem skrajnych sytuacji, gdy dochodzi do krwawienia.
Pocałunek francuski może doprowadzić do zarażenia się następującymi chorobami:
- mononukleozą
- opryszczką
- grzybicą jamy ustnej
- wirusowym zapaleniem wątroby typu B[potrzebny przypis]
- bakteryjnym zapaleniem opon mózgowych, według British Medical Journal szczególnie pocałunki francuskie z większą liczbą partnerów zwiększają czterokrotnie ryzyko zarażenia się, te wyniki zostały potwierdzone badaniami Roberta Booya przeprowadzonymi wśród australijskich nastolatków, którzy mieli 7 różnych partnerów w ciągu 14 dni[3][4].

W przypadku występowania ogniska chorobowego w jamie ustnej partnera można zarazić się także:
- kiłą
- kłykcinami kończystymi.

Tak powszechne choroby jak grypa i przeziębienie również mogą zostać przeniesione podczas pocałunku francuskiego z osoby chorej na zdrową. Możliwość przenoszenia rzeżączki nie została do tej pory ani potwierdzona, ani wykluczona.
We wszystkich formach kontaktów intymnych przyjmuje się, że niosą one ze sobą ryzyko zarażenia się chorobą weneryczną, w tym także AIDS/HIV, jeżeli sperma, płyn waginalny lub krew jednego partnera zetknie się z błoną śluzową drugiego partnera.

## Informacje dodatkowe
- We Francji „pocałunek francuski” nosi nazwę embrasser avec la langue (dosłownie – „całować z językiem”).
- Gwałtowne i intensywne pocałunki francuskie mogą doprowadzić do skaleczeń – znany jest przypadek odgryzienia kawałka języka przez partnera[7].
- Pocałunek francuski Madonny z Britney Spears i Christiną Aguilerą podczas transmitowanej na żywo MTV Video Music Awards w 2003 roku wywołał konsternację wśród publiczności i był potem komentowany w mediach.
- Najdłuższy pocałunek francuski (rekord z 2001 roku) trwał 30 godzin, 59 minut i 21 sekund, przy czym każdy z partnerów spalił podczas tego rekordowego pocałunku 7436 kilokalorii[8].
- Poprzez pocałunek francuski (lub sztućce) może dojść do kontaktu z alergenem u osób z alergią pokarmową, np. na masło orzechowe, nawet po umyciu zębów lub uprzednim żuciu gumy przez partnera[9]. Odczekanie kilku godzin po spożyciu oraz zjedzenie posiłku niezawierającego pokarmu uczulającego, okazało się bardziej skuteczne w zmniejszeniu stężenia alergenu pokarmowego w ślinie niż zabiegi higieniczne wykonane natychmiast po spożyciu, tj. mycie zębów, płukanie jamy ustnej czy żucie gumy[9].